# CAMS 52
Le CAMS 52 est un hydravion militaire de l'entre-deux-guerres réalisé en 1930 en France par les Chantiers aéro-maritimes de la Seine (CAMS).